# 徐建国 (商人)
徐建国（1959年—），汉族，中华人民共和国政治人物、第十一届全国政协委员。
担任云南华特实业有限公司董事长、总经理、云南腾冲华隆城建投资有限公司。2008年，当选第十一届全国政协委员，代表农业界，分入第三十八组。